# Henrik Bjørnstad
Henrik Bjørnstad, född i Oslo 7 maj 1979, är en norsk före detta golfspelare och senare golftränare.
Bjørnstad var första norrman att spela på PGA-touren. Han spelade även på Europatouren.